# Czermno

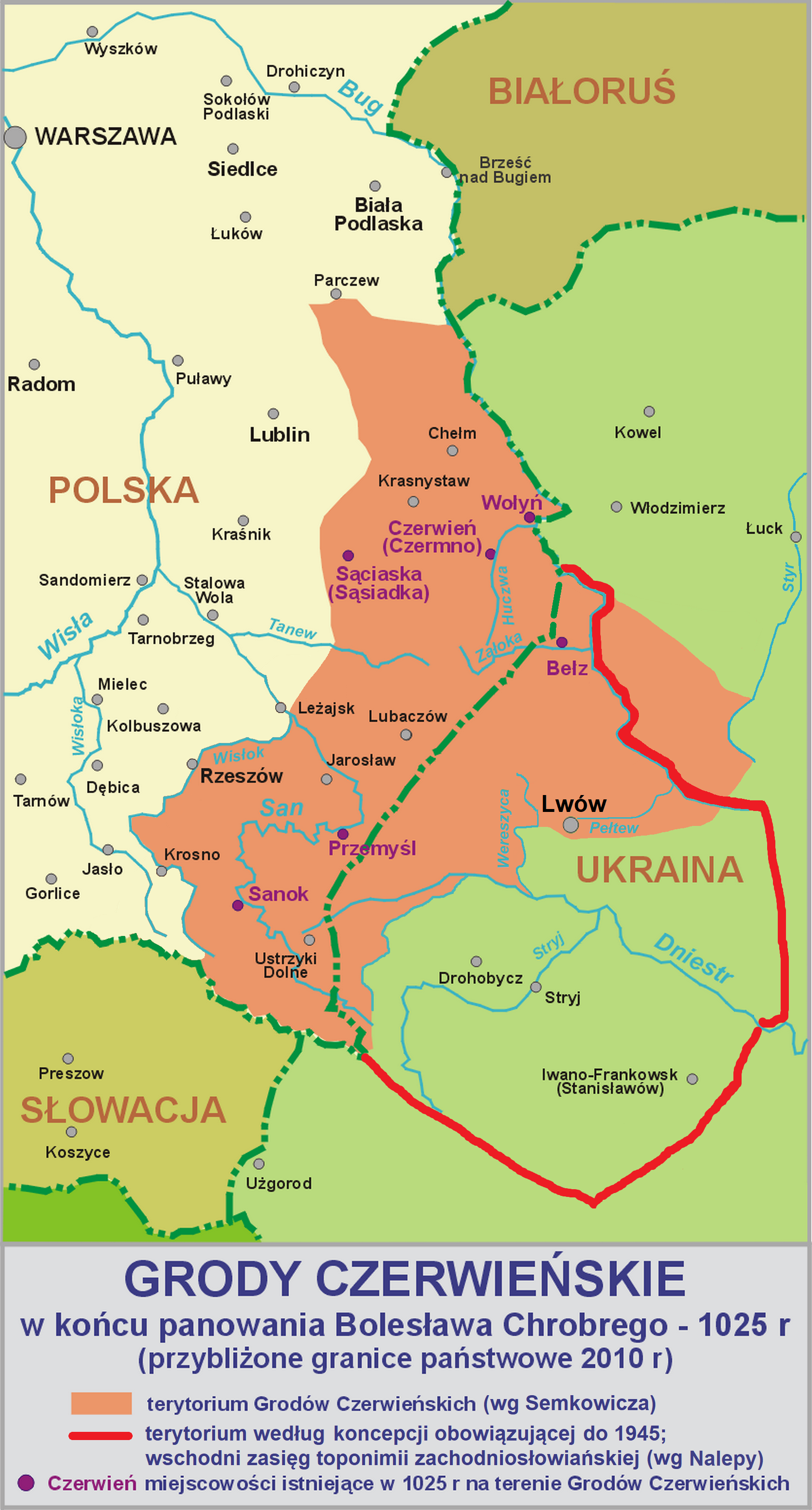
Grody czerwienskie omstreeks 1025

Czermno (Oekraïens: Чермно, Tsjermno) is een dorp in het Poolse powiat Tomaszow, gelegen in de Woiwodschap Lublin. Het ligt aan weerszijden van de rivier de Huczwa. In de jaren 1975-1998 was de stad administratief onderdeel van de Woiwodschap Zamość. In 2010 was het inwonertal 342.

## Geschiedenis

### Vroege Middeleeuwen
Czermno ligt op de plaats waar vroeger de versterkte nederzetting Tsjerven lag. Deze stamde uit de vijfde/zesde eeuw en was het centrum van een gebied dat bekend stond als de vestingen van Tsjerven (Червенські городи; Pools: Grody Czerwieńskie). Tsjerven wordt voor het eerst in archieven genoemd in 981. Het werd toen veroverd door Vladimir de Grote en bleef vervolgens tot de Mongoolse invasie ressorteren onder het Kievse Rijk. Halverwege de dertiende eeuw wordt Tsjerven voor het laatst genoemd in de Galicisch-Wolynische kroniek.

### Opgravingen
Op zoek naar de resten van de gord Tsjerven deden Poolse archeologen in 1952, 1976-1979 en 1997 opgravingen bij Czermno. Eerder waren in 1940 al archeologische vondsten gedaan door de Oekraïense archeoloog Levko Tsjykalenko. Naast resten van de verdedigingswal vonden de Polen ook versterkte bijgebouwen en drie begraafplaatsen. Verder troffen zij nederzettingen met een haven aan, aan beide oevers van de Huczwa. Ook waren er overblijfselen van een houten brug over deze rivier. Volgens analyses van het Instituut voor Archeologie en Volkenkunde (Instytut Archeologii i Etnologii) van de Poolse Academie van Wetenschappen in Warschau had Tsjerven indertijd dezelfde grootte als het toenmalige Gniezno of Poznań. De grootte van het totale gebied wordt geschat op 100 hectare.
Later in april 2011 vonden archeologen bij Czermno op twee, twintig meter uit elkaar gelegen, locaties zilveren voorwerpen uit de middeleeuwen. Het ging om veertig juwelen, waaronder oorringen, vingerringen, armbanden, armbanden en tempelhangers. Op de ene vindplaats werden zij gevonden in een aardewerken pot. Op de andere locatie leken zij in een volledig verteerde leren tas te hebben gezeten. De sieraden dateren uit de 13e eeuw. Mogelijk zijn ze begraven ten tijde van de Mongoolse invasie van Roes in 1240.